# Coby van Baalen
Jacoba Maria Jozina van Baalen (conocida como Coby van Baalen; Werkhoven, 6  de abril de 1957) es una jinete neerlandesa que compitió en la modalidad de doma.
Participó en los Juegos Olímpicos de Sídney 2000, obteniendo una medalla de plata en la prueba por equipos (junto con Ellen Bontje, Anky van Grunsven y Arjen Teeuwissen). Ganó una medalla de plata en el Campeonato Mundial de Doma de 1998 y una medalla de plata en el Campeonato Europeo de Doma de 1999.

## Palmarés internacional
| Juegos Olímpicos   | Juegos Olímpicos      | Juegos Olímpicos | Juegos Olímpicos |
| Año                | Lugar                 | Medalla          | Categoría        |
| ------------------ | --------------------- | ---------------- | ---------------- |
| 2000               | Sídney (Australia)    | Medalla de plata | Por equipos      |
| Campeonato Mundial |                       |                  |                  |
| Año                | Lugar                 | Medalla          | Categoría        |
| 1998               | Roma (Italia)         | Medalla de plata | Por equipos      |
| Campeonato Europeo |                       |                  |                  |
| Año                | Lugar                 | Medalla          | Categoría        |
| 1999               | Arnhem (Países Bajos) | Medalla de plata | Por equipos      |